# Börgitz
Börgitz ist ein Ortsteil der Ortschaft Uchtspringe der Hansestadt Stendal im Landkreis Stendal in Sachsen-Anhalt, (Deutschland).

## Geographie

### Lage
Börgitz, ein Straßendorf, liegt knapp zwei Kilometer östlich von Uchtspringe, 17 Kilometer südwestlich von Stendal an der Uchte in der Altmark. Durch das Dorf führt der Radfernweg Altmarkrundkurs.
Nachbarorte sind Wilhelmseiche und Wendisch Börgitz im Westen, Volgfelde im Nordosten, Staats im Osten und Vollenschier im Südosten.

### Ortsteilgliederung
Zum Ortsteil Börgitz gehören neben dem Dorf Börgitz die Wohnplätze Wendisch Börgitz und Wilhelmseiche.

## Geschichte

### Mittelalter bis Neuzeit
Die erste Erwähnung von Börgitz stammt aus dem Jahre 1278 als borevyz, als die Markgrafen Johann, Otto und Konrad dem Kloster Neuendorf unter anderen Einkünften und Besitzungen das Eigentum des Dorfes und Einnahmen von 30 Scheffel Roggen samt der Mühle bestätigten.
Weitere Nennungen sind 1345 Boruiz, um 1650 Börritzsch, 1687 Borgitz, sowie 1804 das Dorf Börgitz oder Börritz mit einem Rademacher, einer Schmiede, einer Wassermühle und einem Krug.
1863 wurde der Ort als Deutsch Börgitz bezeichnet, zur Unterscheidung von Wendisch Börgitz.
Früher gingen die Kinder aus Börgitz in Staats zur Schule. Die erste Schule wurde 1888 erbaut, ein neuer Schulkomplex entstand 1956. Nach einem Umbau wurde 2006 eine neue Grundschule eingeweiht. Die Kita „Uchtespatzen“ zog nach dem Umbau der neuen Grundschule in das Gebäude der alten Grundschule ein. 2007 wurde ein neues Kinderzentrum auf dem Grundschulegelände eingeweiht, in dem Kinder im Alter von 0 bis 6 Jahren betreut werden.

### Herkunft des Ortsnamens
Franz Mertens nennt die Erwähnungen 1278 borevyz und 1487 Börgitz slawisch und führt als Bedeutungen auf: buor für Kiefer und vitz für Ort. Der Ort heißt also Kieferndorf.

### Eingemeindungen
Ursprünglich gehörte das Dorf Börgitz zum Tangermündeschen Kreis der Mark Brandenburg in der Altmark. Zwischen 1807 und 1813 lag es im Kanton Lüderitz auf dem Territorium des napoleonischen Königreichs Westphalen. Nach weiteren Änderungen gehörte die Gemeinde ab 1816 zum Kreis Gardelegen, dem späteren Landkreis Gardelegen.
Im Jahre 1900 wurden von den Gemeindebezirken Börgitz und Staats 214,4 Hektar abgetrennt, aus denen der selbständige Gutsbezirk Uchtspringe gebildet wurde. Am 17. Oktober 1928 wurde der Gutsbezirk Uchtspringe in eine Landgemeinde Uchtspringe umgewandelt mit der Maßgabe, dass die bei Börgitz gelegene Exklave Wilhelmseiche mit der Landgemeinde Börgitz vereinigt wird.
Am 25. Juli 1952 wurde die Gemeinde Börgitz in den Kreis Stendal umgegliedert. Am 1. Januar 1957 wurde die Gemeinde Börgitz in die Gemeinde Uchtspringe eingemeindet.
Mit der Eingemeindung der Gemeinde Uchtspringe in die Hansestadt Stendal am 1. Januar 2010 kam der Ortsteil Börgitz zu Stendal und zur neuen Ortschaft Uchtspringe.

### Einwohnerentwicklung
| Jahr                | 1734 | 1772 | 1790 | 1798 | 1801 | 1818 | 1840 | 1864 | 1871 | 1885 | 1892 | 1895 | 1900 |
| Dorf Börgitz        | 86   | 66   | 91   | 102  | 85   | 102  | 195  | 261  | 187  | 182  | 270  | 371  | 236  |
| Wassermühle Börgitz |      |      |      |      |      |      |      |      |      | 015  |      | 010  |      |

| Jahr | Einwohner |
| ---- | --------- |
| 1905 | [00]265   |
| 1925 | 553       |
| 1939 | 678       |
| 1946 | 913       |
| 2013 | [00]410   |
| 2014 | [00]413   |

| Jahr | Einwohner |
| ---- | --------- |
| 2018 | [00]417   |
| 2019 | [00]421   |
| 2021 | [00]407   |
| 2022 | [00]398   |
| 2023 | [0]391    |

Quelle, wenn nicht angegeben, bis 1946:

## Religion
Die evangelischen Christen aus Börgitz waren früher in die Pfarrei Staats eingepfarrt. Sie werden heute betreut vom Pfarrbereich Kloster Neuendorf im Kirchenkreis Salzwedel im Bischofssprengel Magdeburg der Evangelischen Kirche in Mitteldeutschland.
Die katholischen Christen gehören zur Pfarrei St. Hildegard in Gardelegen im Dekanat Stendal im Bistum Magdeburg.

## Kultur und Sehenswürdigkeiten
- Der Mühlenhof Börgitz mit der Walk- und Wassermühle und ein Wohnhaus im Dorf stehen unter Denkmalschutz.
- In der Heimatstube in Börgitz, die zu besonderen Ereignissen geöffnet hat, wird mit Hilfe von Schriftstücken und Bildern die Entstehung der Gemeinde Uchtspringe gezeigt.[10]
- In Börgitz steht ein Denkmal für die Gefallenen des Ersten und Zweiten Weltkrieges, ein heller Obelisk auf einem Sockel, darauf die Plastik eines Adlers mit ausgebreiteten Schwingen. Vor dem Sockel steht ein Findling mit der Inschrift für die Opfer des Zweiten Weltkriegs.[24]

## Wirtschaft und Infrastruktur
- In Börgitz befinden sich ein Kindergarten und eine Grundschule.[10]
- Es verkehren Linienbusse und Rufbusse von stendalbus.[25]